# Jett Rocket
Jett Rocket est un jeu vidéo de plates-formes développé et édité par Shin'en Multimedia, sorti en 2010 sur Wii.
Il a pour suite Jett Rocket II: The Wrath of Taikai.

## Accueil
- IGN : 7,8/10[1]
- Jeuxvideo.com : 14/20[2]

Dans une liste établie le 19 juillet 2011, IGN classe Jett Rocket 23e meilleur jeu de la plate-forme WiiWare.